# Уэстернпорт
Уэстернпорт (англ. Westernport) — город в округе Аллегейни в штате Мэриленд в Соединённых Штатах Америки.
Согласно данным переписи населения США 2020 года число жителей города 
составляло 1812 человек, что заметно меньше, чем по результатам предыдущей переписи (1888 человек).

## История
Впервые поселение было обозначено на французской военной карте 1758 года. В настоящее время карта экспонируется в Военной школе в Париже. В то время у поселения не было названия. К 1774 году оно было известно как Хардскрабл (англ. Hardscrabble, букв. — тяжело копать), потому что каменистая почва затрудняла посадку растений. Где-то в середине 1790-х годов название было изменено на Уэстернпорт, который стал самым западным судоходным портом на реке Северный Потомак. В конце XVIII — середине XIX века каменный уголь и древесина, которыми богата долина, грузились на плоскодонные суда там, где Джордж-Крик впадает в Потомок, затем сплавлялись вниз к Грейт-Фолс (Вирджиния), где товары выгружались, лодки разбирались для продажи в качестве пиломатериалов, а доставщики возвращались в Уэстернпорт пешком, чтобы сесть на новые суда. В 1859 году Уэстернпорт получил статус города.
В 1886–1887 годах через Уэстернпорт прошла железная дорога Пьемонт и Камберленд, соединившая город с Камберлендом.
13 января 1964 года близ горы Савидж, произошла катастрофа бомбардировщика B-52 ВВС США, который перевозил две термоядерные бомбы; они были найдены «относительно неповрежденными среди обломков» и через два дня эвакуированы с места крушения; в случае детонации одной из бомб при падении самолёта, Уэстернпорт попал бы в зону поражения, как и находящиеся рядом населённые пункты Бартон, Лонаконинг,  Люк, Мидленд и др.

## География
Город Уэстернпорт расположен вдоль долины реки Джорджес-Крик.
Согласно данным Бюро переписи населения США, общая площадь города составляет 0,89 квадратных миль (2,31 км2), из которых 0,87 квадратных миль (2,25 км2) приходится на сушу и 0,02 квадратных мили (0,05 км2) — на водную поверхность.